# Агапов Михайло Михайлович
Михайло Михайлович Агапов (рос. Михаил Михайлович Агапов, 8 вересня 1963, Михайловськ, Свердловська область, СРСР — 22 червня 2011, Єкатеринбург, Росія) — радянський і російський футболіст, гравець у міні-футбол. Після завершення ігрової кар'єри — міні-футбольний тренер. Відомий по своїй роботі в міні-футбольному клубі «ВІЗ-Сінара». Батько футболіста Костянтина Агапова.

## Біографія

### Ігрова кар'єра
Михайло Агапов починав грати у футбол в юнацьких командах рідного Михайловська. Після одного з турнірів він отримав запрошення зі свердловського «Уралмашу». У 1980 році він дебютував у складі команди. Незабаром Агапова почали викликати в різні юнацькі збірні СРСР. У 1982 році він виграв бронзу чемпіонату Європи серед юнаків до 19 років, а роком пізніше поїхав на молодіжний чемпіонат світу. Там він був гравцем основного складу і в одному з матчів персонально опікав Марко Ван Бастена.
У 1985 році Агапов перейшов в ЦСКА. Протягом сезону він регулярно виходив у складі «армійців», однак після перелому ноги і тривалого відновлення був змушений повернутися в «Уралмаш». Там він провів чотири сезони, після чого зробив спробу заграти в ленінградському «Зеніті». Однак у складі ленінградського клубу він провів лише один матч, а завершив сезон у владивостоцькому «Лучі».
У 1992 році Агапов разом з екс-«уралмашевцями» Онучіним і Наумкіним виїхав в Угорщину, брав участь у тренувальних матчах клубів вищої ліги «Татабанья» та «Веспрем». Але в підсумку уклав контракт з командою 1-ї ліги «Сексард Дожа», де його партнером став Сергій Наумкін.
З першого ж сезону став провідним гравцем команди, не пропустивши жодної гри команди. Влітку 1992 команда змінила власника, але це ніяк не позначилося на становищі Агапова — в новому сезоні він провів 29 з 30 ігор команди, регулярно виходячи в основному складі.
Осінню частину сезону 1993/94 провів у клубі 1-ї ліги «Сегед». У новій команді також був гравцем основи, провівши всі 15 ігор 1-го кола. Тим не менш, взимку 1994 року залишив Угорщину.
Повернувшись в Єкатеринбург, протягом сезону виступав за міні-футбольний ВІЗ, з яким виграв бронзові медалі чемпіонату Росії.

### Тренерська кар'єра
Завершивши ігрову кар'єру, Агапов залишився у ВІЗі вже в статусі тренера. Вже через рік він очолив «металургів» і привів їх до найвищого на той момент результату в історії — срібних медалей. Після цього він один сезон пропрацював другим тренером, проте потім повернувся на посаду головного тренера і обіймав його ще три роки. Потім Агапов працював у курганському «Русичі» (2002-03) і казахстанському «Жигиттері» (2003-04).
Був головним тренером збірної Казахстану з футзалу у відбіркових іграх до чемпіонату Європи у 2003 році. При ньому Казахстан зіграв два матчі. 4 листопада програв Україні (1:3) і 5 листопада виграв у Андорри (4:1). Обидва матчі пройшли у місті Андорра-ла-Велья.
В 2004 році повернувся в Єкатеринбург і почав працювати тренером СДЮШОР ВІЗ (команда 1991 р. — срібний призер, команда 1992 р. — чемпіон Росії серед юнаків клубів Суперліги). В сезоні 2007/08 — тренер ФК «Урал-Д», з 2008 по 2011 рік — головний тренер «Синари-ВІЗ-Дубль».
Помер 22 червня 2011 року. Похований на Лісовому кладовищі Єкатеринбурга.

## Досягнення
Ігрові
- Бронзовий призер чемпіонату Європи серед юнаків до 19 років 1982
- Бронзовий призер чемпіонату Росії з міні-футболу 1994/95

Тренерські
- Срібний призер чемпіонату Росії з міні-футболу 1997/98

## Родина
Дружина Лариса, син Костянтин.